# جوآن آلوکا
جوآن آلوکا (انگلیسی: Joanne Aluka؛ زادهٔ ۲۶ آوریل ۱۹۷۹) بازیکن بسکتبال اهل ایالات متحده آمریکا است.